# RIO (azienda)
RIO è un'azienda italiana operante nel settore del modellismo automobilistico in scala 1:43.

## Storia
Nel 1952 i fratelli Reno, Nilo e Diego Tattarletti fondano a Cernobbio la "Fratelli Tattarletti", per la produzione di stampi per articoli di plastica. L'azienda, che nel 1961 diviene "ttttt Stampoplastica", fornisce anche importanti aziende modellistiche, come Rivarossi e Dugu.
Nel 1962 nasce la RIO e inizia la produzione in proprio di automodelli d'epoca, molto curati nei particolari e destinati al collezionismo piuttosto che all'uso ludico.
Nel 1972 Reno lascia l'azienda per fondare la Brumm. In tempi recenti la RIO è stata acquistata dalla M4.

## Modelli
- 01 - Itala Targa Florio - 1906
- 02 - Itala Pechino Parigi - 1907
- 03 - FIAT 501 tipo sport - 1919-26
- 04 - FIAT 501 torpedo lusso - 1919-26
- 05 - ALFA ROMEO Grand prix P3 - 1932
- 06 - FIAT modello 0 - 1912
- 07 - FIAT modello 0 spider - 1912
- 08 - ISOTTA FRASCHINI tipo 8a – 1926
- 09 - ISOTTA FRASCHINI tipo 8a (aperta) - 1924
- 10 - BIANCHI landaulet - 1909 rossa
- 11 - BIANCHI landaulet - 1909 blu scura
- 12 - Fiat Tipo zero aperta - 1914
- 13 - Fiat 508 Balilla (1932-37)
- 14 - Fiat Tipo 2 1910-20 Verde
- 15 - ISOTTA Fraschini tipo 8A Spyder 1926 (Panna / Nero)
- 16 - 1909 CHALMERS DETROIT USA Verde
- 17 - 1909 MERCEDES BENZ GERMANIA Bianca
- 18 - BIANCHI 15/20CV COUPE' DE VILLE (Gialla e Blu)
- 19 - 1932 Alfa Romeo 6C 1750
- 20 - PULLMAN BUS AUTOBUS MADE IN ITALY FIAT OMNIBUS 18BL
- 21 - 1938 Grande Mercedes 8 Cylinder cmc. 7.700 scoperta
- 22 - 1937 Grande Mercedes 8 Cylinder cmc. 7.700 cabriolet
- 23 - FIAT 60 CV 1905 Celeste
- 24 - FIAT 60 CV 1905 Scoperta Viola
- 25 - FIAT DOPPIO PHAETON 24 CV 1906 Gialla
- 26 - FIAT 12 CV 1902 Marrone
- 27 - FIAT Limousine 24 cv 1906 - Verde
- 28 - 1905 LANDAULET BIANCHI 20 30 CV BLU
- 29 - 1902 MERCEDES SIMPLEX
- 30 - 1894 de dion bouton "victoria"con rimorchio
- 31 - FIAT MODELLO 8CV 1901
- 32 - FIAT MODELLO 16 24 CV 1903
- 33 - MERCEDES LIMOUSINE 70 C.V. 1908
- 34 - FIAT TIPO X DOPPIA BERLINA DA VIAGGIO 1907
- 35 - RENAULT FIACRE TAXI DE LA MARNE 1910

|  |  |  |  |